# José Luis Cerón Ayuso
José Luis Cerón Ayuso (Madrid, 13 de novembre de 1924 - 7 de juny de 2009) fou un polític i diplomàtic espanyol, ministre de comerç del darrer govern de Francisco Franco.

## Biografia
Llicenciat en Dret i en Ciències Polítiques i Econòmiques, va ingressar en la carrera diplomàtica en 1947 i en el Cos d'Agregats i Consellers d'Economia Exterior en 1955.
Va treballar com a diplomàtic a Mont-real (Canadà), passant en 1958 a ser cap de la delegació permanent d'Espanya davant l'Organització Europea de Cooperació Econòmica (OECE) a París, participant en les negociacions d'entrada d'Espanya en aquest organisme i en la preparació i aplicació del Pla Nacional d'Estabilització Econòmica. Des de juliol de 1964 va ocupar el càrrec de Conseller d'Ambaixada en el Ministeri d'Afers exteriors, fins que el 15 d'octubre d'aquest mateix any va ser nomenat Director de Relacions amb les Comunitats Europees i secretari general de la delegació negociadora amb el Mercat Comú. La Direcció de Relacions amb les Comunitats Europees va ser una figura nova dins de la Direcció general d'Organismes Internacionals, i fou el primer servei de l'Administració central espanyola dedicat exclusivament al tema de la integració econòmica amb Europa. Aquesta Direcció exerciria la labor de Secretaria General de la Delegació Negociadora amb la CEE.
Raimundo Bassols, antic ambaixador d'Espanya davant la Comunitat i després Secretari d'Estat per a les Relacions amb les Comunitats Europees, en el seu llibre España en Europa descriu José Luís Cerón Ayuso amb paraules elogioses: “diplomàtic brillant i agut, era una força de la naturalesa. Un excepcional destrossador d'obstacles i un creador d'esquemes nous (…) Era l'home que més sabia d'afers comunitaris a Espanya (…) va crear un viver de diplomàtics que van mirar cap a Europa, van sentir Europa i van lluitar i lluiten per la nostra presència a Europa”, BASSOLS,R.: op. cit, p. 47.
En 1970 va ser nomenat Director General de Relacions Econòmiques Internacionals del Ministeri d'Afers exteriors, càrrec des del qual va formar l'acord de restabliment de relacions comercials amb l'URSS i el Mercat Comú, i en 1974, sotssecretari d'Economia Financera del Ministeri d'Hisenda.
Va ser Ministre de Comerç durant el 15è govern de la Dictadura de Franco entre març i desembre de 1975. En 1975 va ser nomenat Governador del Banc Internacional per a la Reconstrucció i el Desenvolupament per a Espanya. A partir de març de 1984 va ser president d'Autopistes Mare Nostrum (AUMAR) i ambaixador d'Espanya des d'octubre de 1989. Va ser membre de la Comissió Trilateral (Europa) de 1979 a 1992.
Estava en possessió de la Gran Creu de l'Orde de Carles III, de la Gran Creu de l'Orde del Mèrit Civil i de l'Orde d'Isabel la Catòlica.
Era germà del filòsof i també diplomàtic espanyol Julio Cerón Ayuso.